# 이누가미 스쿠네
이누가미 스쿠네(일본어: 犬上 すくね, 11월 11일 ~ )는 일본 후쿠오카현 출신의 여성 만화가이다. 1992년 《수정야곡》(水晶夜曲)으로 데뷔했다. 대표작은 《연애 디스토션》(恋愛ディストーション).
주로 쇼넨가호샤의 잡지 등에서 활동했지만, 2002년경부터는 다케쇼보의 4컷 만화 전문 잡지에서도 연재활동을 시작했다. 남성 캐릭터의 섬세한 마음이나 소년의 마음을 절묘하게 표현하면서 남성이라고 오해받는 경우도 있다.
펜 네임인 ‘이누가미 스쿠네’는 테즈카 오사무의 만화 불새 태양편의 주인공 이누가미 노스쿠네(犬上宿禰)에서 유래했다.

## 주요 작품
- 연애 디스토션 (1998년부터 연재중, 쇼넨가호샤. 현재 5권까지 발매.)
- 러버즈 7～이세자키 진검 탁구사 외전～(ラバーズ7～伊勢佐木真剣卓球師外伝～, 2000년부터 2007년까지 연재하였음.)
- 카시마시～걸 미츠 걸～(かしまし ～ガール・ミーツ・ガール～, 2004년부터 연재중, 캐릭터 원안으로 참가.)